# 나베시마 나오미쓰

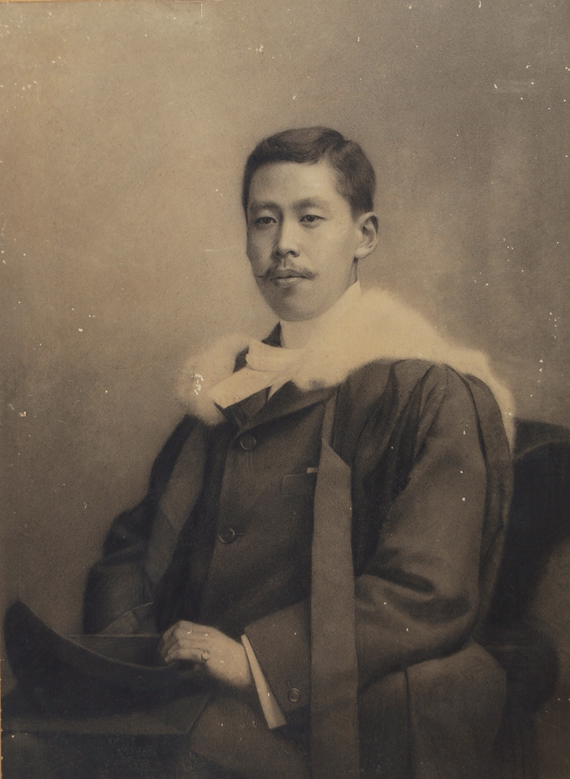
나베시마 나오미쓰

나베시마 나오미쓰(일본어: 鍋島直映, 1872년 ~ 1943년)는 일본 제국의 화족으로 작위는 후작이다. 선대 후작 나베시마 나오히로의 장남이다. 동생은 나오타다(가시마 자작가 당주), 나시모토 이쓰코, 마쓰다이라 노부코, 마쓰다이라 도시코 등이 있다. 이쓰코의 딸 이방자와 노부코의 딸 야스히토 친왕비 세쓰코, 도시코의 딸 마쓰다이라 요시코는 나오미쓰의 조카이다.
1904년(메이지 37년) 일본 외무성 촉탁으로 대한제국과 만주에 출장을 다녀왔으며, 1906년 다시 한반도에 건너가 통감부로부터 농업조사를 위탁받았다.
외교, 지역사회 발전, 문화 진흥 등 다양한 분야에서 활동하였다. 
| 전임 나베시마 나오히로 | 제2대 나베시마 후작가 당주 1921년 ~ 1943년 | 후임 나베시마 나오야스 |